# Rhombacus chatelaini
Rhombacus chatelaini är en spindeldjursart som beskrevs av David C.M. Manson 1984. Rhombacus chatelaini ingår i släktet Rhombacus och familjen Eriophyidae. Inga underarter finns listade i Catalogue of Life.